# Lacs du Montferrat
Les lacs du Montferrat sont des  lacs pyrénéens français situés administrativement dans la commune de Gavarnie-Gèdre dans le département des Hautes-Pyrénées, dans le Lavedan en Occitanie.
Les lacs ont une superficie de 0,7 ha pour une altitude de 2 374 m, ils atteignent une profondeur de 4 m.

## Géographie
Les lacs sont situés en partie ouest de la vallée d'Ossoue au pied du glacier d'Ossoue dans le massif du Vignemale.

### Topographie
|                                                   | Gave de Cestrède             |                      |
| Laquet du Montferrat Petit pic de Tapou (2 923 m) | lacs du Montferrat           | Barrage d'Ossoue     |
| Pic du Pla d'Aube (2 679 m)                       | Port du Pla d'Aube (2 432 m) | Pic Pointu (2 515 m) |

### Hydrographie
Les lacs ont pour émissaire le ruisseau des Oulettes.

### Géologie
Les lacs du Montferrat sont des lacs glaciaires de montagne, dont la formation se passe en trois étapes majeures :
1. À l'Éocène vers −40 Ma se forme la chaîne des Pyrénées à la suite de la remontée vers le nord de la plaque africaine qui entraîne avec elle la plaque ibérique. Cette dernière glisse alors sous la plaque eurasiatique située plus au nord, ce qui entraîne le plissement, le relèvement et le charriage des couches géologiques de la croûte terrestre.
2. À partir du Pliocène puis surtout du Pléistocène, de −5 Ma à −10 000 ans, un refroidissement général du climat entraîne la formation de glaciers et d'une érosion fluvioglaciaire (vallées, cirques, moraines, ombilics, etc) dans toute la chaîne des Pyrénées.
3. Depuis l'Holocène, à partir de −10 000 ans, un redoux climatique entraîne la disparition des glaciers et la formation dans leur sillage de nombreux lacs glaciaires qui sont de deux sortes :
- le lac de verrou qui se forme dans un ombilic glaciaire formant un creux naturel et terminé par un verrou glaciaire rocheux.
- le lac de moraine qui se forme derrière une moraine agissant comme un barrage naturel.

## Faune et flore
La végétation autour des lacs est caractéristique d'un étagement altitudinal de type alpin.

## Protection environnementale
Les lacs sont situés dans le parc national des Pyrénées et fait partie d'une zone naturelle protégée, classée ZNIEFF de type 1 : Vallons d'Ossoue et d'Aspé  et de type 2 : Haute vallée du gave de Pau : Vallées de Gèdre et Gavarnie.

## Voies d'accès
Les lacs sont accessibles depuis Gavarnie par une piste qui passe par la cabane de Milhas pour conduire au barrage d'Ossoue (1 834 m). Puis prendre le long du ruisseau de Lourdes qui emprunte le fond de la vallée de la Canau et bifurquer à la cabane de Lourdes en direction du ruisseau du Pic Pointu.